# (5607) 1993 EN
(5607) 1993 EN (1993 EN, 1972 LR, 1975 EW5, 1977 RN8, 1982 VX12, 1982 YB2, 1986 TC2, 1990 RS9, 1991 XQ2) — астероїд головного поясу, відкритий 12 березня 1993 року.
Тіссеранів параметр щодо Юпітера — 3,352.